# Styposis colorados
Styposis colorados är en spindelart som beskrevs av Claude Lévi 1964. Styposis colorados ingår i släktet Styposis och familjen klotspindlar.
Artens utbredningsområde är Ecuador. Inga underarter finns listade i Catalogue of Life.